# 佐藤正浩 (指揮者)
佐藤 正浩（さとう まさひろ、1963年（昭和38年）3月2日 - ）は、日本の指揮者。

## 経歴
福島県会津若松市出身。福島県立会津高等学校卒業。高校では合唱部に所属し、2年時に全日本合唱コンクールで全国優勝。その際に演奏された湯山昭作曲『ゆうやけの歌』は名演奏として名高いが、その伴奏ピアニストを務めている。
東京藝術大学音楽学部声楽科卒業。一度は声楽家を志すが、師である畑中良輔の勧めで伴奏者の道に進む。ジュリアード音楽院ピアノ伴奏科修士課程修了。
1992年、サンフランシスコ・オペラのオーディションに合格、専属コレペティートルとして研鑽を積む。1995年、ケント・ナガノの招きでリヨン国立歌劇場の首席コレペティートルに就任し、2つの世界初演を含む20を超える作品の公演に参加し、多くの指揮者、歌手から絶大な信頼を得る。以降、ナガノ、ゲルギエフ、チョン・ミュンフン他のアシスタントとして、パリ・シャトレ座副指揮者、ラヴェンナ音楽祭、ウィーン芸術週間などで活躍。1999年、英国・ダーティントンの指揮コースに参加、ディエゴ・マソンの指導を受け、この年の優秀者として同フェスティバルのモーツァルト『イドメネオ』を指揮しデビューする。翌2000年には再び同音楽祭に招かれリヒャルト・シュトラウス『ナクソス島のアリアドネ』を指揮したほか、新国立劇場でグルック『オルフェオとエウリディーチェ』を指揮し日本デビューを果たす。
その後も日生劇場 松井和彦『泣いた赤鬼』ビゼー『カルメン』、新国立劇場 プッチーニ『トスカ』、藤原歌劇団 ドニゼッティ『愛の妙薬』、東京オペラプロデュース ストラヴィンスキー『放蕩者のなりゆき』、東京室内歌劇場 プーランク『人間の声』ヤナーチェク『利口な女狐の物語』、広島オペラルネッサンス プーランク『カルメル会修道女の対話』、いずみホール ロッシーニ『ランスへの旅』等を指揮し注目を集める。フランスオペラを得意とし、東京芸術劇場のコンサートオペラシリーズでは毎回フランスオペラを取り上げ、ヴェルディ『ドン・カルロス』（パリ版日本初演）サン＝サーンス『サムソンとデリラ』ビゼー『真珠採り』ドビュッシー『放蕩息子』ビゼー『ジャミレ』『カルメン』を指揮する。一方、ヴェルディもレパートリーとし、2008年から和光市にてヴェルディ・プロジェクトを開始。第一作目の『ナブッコ』で三菱UFJ信託音楽賞を受賞。『仮面舞踏会』『オテッロ』『椿姫』等を藤原歌劇団、オペラ彩で指揮。
2012年、自身でプロデュースした白虎隊をテーマにしたオペラ『白虎』（宮本益光台本／加藤昌則作曲）を会津若松で初演し佐川吉男音楽賞を受賞。この作品は戊辰戦争終結150年を記念して2018年に再演された。藤原歌劇団には毎年出演しており、『仮面舞踏会』ロッシーニ『セビリアの理髪師』を指揮して成功を収め、2019年の1月には新演出による『椿姫』が上演された。2020年10月、COVID-19の影響で来日不可能になったイタリア人指揮者の急な代役として、東京二期会×神奈川県民ホールグランドオペラシリーズ プッチーニ『トゥーランドット』を指揮し、大成功を収める。
これまでに読売日本交響楽団、東京フィルハーモニー交響楽団、東京交響楽団、オーケストラ・アンサンブル金沢、大阪センチュリー交響楽団、広島交響楽団等を指揮。また、自身の主宰するオーケストラ、Orchestra“Les Champs-Lyrics”、The Opera Band音楽監督として活動している。
慶應義塾ワグネル・ソサィエティー男声合唱団との関係が深く、芸大在学中に1981年の同団の演奏旅行において伴奏ピアニストとして出演したのを皮切りに、1983年の108回定期演奏会から伴奏ピアニストとして度々出演。1995年から客演指揮者。数多くの編曲を手掛けている。2006年に正指揮者。2012年に恩師である畑中良輔の後を託され常任指揮者となる。2025年4月1日に音楽監督に就任した。
また、慶應義塾ワグネル・ソサィエティー男声合唱団のOBも多く加わっている紐育男声東京合唱団の音楽監督・指揮者でもあり、同合唱団の毎年の定期演奏会の最終ステージの指揮を行っている。
2020年9月17日、過去の定期演奏会で2回、佐藤が指揮を振ったことが縁で、2021年4月1日から神戸市混声合唱団の次期音楽監督になることが発表された。記者会見に先立って神戸市長表敬訪問も行われた。記者会見では「実力のある歌手が多いのに、残念ながら知名度はまだまだと感じている。全国に知れ渡るような合唱団にしていきたい」と意欲を語っている。
伴奏ピアニストとしても定評があり、小山由美、大岩千穂、堀内康雄、佐野成宏、牧野正人、クゥア・ルーワ、桝貴志、三宅理恵、羽山晃生・羽山弘子、大島博、砂川涼子、笛田博昭、キム・ジョンキュ・岡田尚之・ワン・カイ、小川里美、原田勇雅、など数多くの声楽家等のリサイタル・レコーディングで共演している。
元愛知県立芸術大学講師。東京藝術大学講師。武蔵野音楽大学特任准教授。新国立劇場オペラ研修所長。

## 主な出演等歴（日本国内）
※上演順。昭和音楽大学オペラ情報センターの記録による。
- 2000年6月25、27、28、29日 小劇場オペラ＃1 グルック『オルフェオとエウリディーチェ』（イタリア語）指揮 新国立劇場小劇場[33]
- 2001年7月26、28、29日 日生劇場国際ファミリーフェスティヴァル2001 松井和彦『泣いた赤鬼』（日本語）指揮 日生劇場[34]
- 2002年11月24日 NISSAY OPERA 2002 ビゼー『カルメン』（日本語）指揮 日生劇場[35]
- 2002年11月25、26（2回）、27（2回）日 青少年のための「日生劇場オペラ教室」第23回東京公演 ビゼー『カルメン』（日本語）指揮 日生劇場[35]
- 2003年7月11、14、15、16、17日 平成15年度新国立劇場高校生のためのオペラ鑑賞教室 プッチーニ『トスカ』（イタリア語）指揮 新国立劇場オペラ劇場[36]
- 2005年1月8、9日 東京オペラグループ公演 モーツァルト『フィガロの結婚』（イタリア語）指揮 アートスフィア[37]
- 2005年9月22日 平成17年度文化庁本物の舞台芸術体験事業 藤原歌劇団オペラ公演 ドニゼッティ『愛の妙薬』（イタリア語）指揮  斜里町公民館ゆめホール知床 文化ホール[38]
- 2005年9月27日 平成17年度文化庁本物の舞台芸術体験事業 藤原歌劇団オペラ公演 ドニゼッティ『愛の妙薬』（イタリア語）指揮  えずこホール（仙南芸術文化センター）大ホール[38]
- 2005年11月12、13日 東京オペラ・プロデュース第74回定期公演 ストラヴィンスキー『放蕩者のなりゆき』指揮 東京芸術劇場中ホール[39]
- 2005年12月9、10日 東京オペラグループ公演 モーツァルト『コジ・ファン・トゥッテ』（イタリア語）指揮 アートスフィア[40]
- 2005年12月17（2回）日 JTほのぼのコンサートVol.5 松井和彦『泣いた赤鬼』（日本語）指揮 JTアートホール アフィニス[41]
- 2006年1月14、15日 第22回オペラ彩定期公演 プッチーニ『蝶々夫人』（イタリア語）指揮 和光市民文化センター（サンアゼリア）大ホール[42]
- 2006年10月8、9日 長井市民文化会館自主事業実行委員会 ネッスラー『ゼッキンゲンのトランペット吹き』全曲日本初演（ドイツ語）指揮 長井市民文化会館[43]
- 2008年3月15、16日 オペラ彩第24回定期公演 ヴェルディ『ナブッコ』（イタリア語）指揮 和光市民文化センター（サンアゼリア）大ホール[44] ※三菱UFJ信託音楽賞受賞
- 2008年4月28日 ジ・インペリアル・オペラ藤原歌劇団公演 ロッシーニ『セビリアの理髪師』（イタリア語）指揮 帝国ホテル東京 本館3F 富士の間[45]
- 2008年5月10日 いずみホール・オペラー岩田達宗プロデュースー ロッシーニ『ランスへの旅』（イタリア語）指揮 いずみホール[46]
- 2009年3月14、15日 オペラ彩25周年記念公演 ヴェルディ『オテッロ』（イタリア語）指揮 和光市民文化センター（サンアゼリア）大ホール[47]
- 2009年10月10、11、12日 東京室内歌劇場41期第124回定期公演 現代の古典シリーズ プーランク『人間の声』マスネ『マノンの肖像』（フランス語）指揮 新国立劇場小劇場[48]
- 2009年11月22日 オペラ愛島 モーツァルト『ドン・ジョヴァンニ』（イタリア語）指揮 うるま市民芸術劇場 響ホール[49]
- 2010年1月23、24日 オペラ彩第26回定期公演 ヴェルディ『仮面舞踏会』（イタリア語）指揮 和光市民文化センター（サンアゼリア）大ホール[50]
- 2010年4月17日 いずみホール開館20周年記念オペラー岩田達宗プロデュース ロッシーニ『ランスへの旅』（イタリア語）指揮 いずみホール[51]
- 2010年8月28、29日 ひろしまオペラルネッサンス プーランク『カルメル会修道女の対話』（フランス語）指揮 JMSアステールプラザ大ホール[52]
- 2010年12月4、5日 2010年度愛知県立芸術大学オペラ公演 ビゼー『カルメン』（日本語）指揮 長久手市文化の家 森のホール[53]
- 2010年12月12日 2010年度愛知県立芸術大学オペラ公演 ビゼー『カルメン』（日本語）指揮 大府市勤労文化会館もちのきホール[53]
- 2011年1月22、23日 オペラ彩第27回定期公演 ネッスラー『ゼッキンゲンのトランペット吹き』（ドイツ語）指揮 和光市民文化センター（サンアゼリア）大ホール[54]
- 2011年8月24日 オペラ愛島 モーツァルト『魔笛』（ドイツ語）指揮 浦添市てだこホール大ホール[55]
- 2011年12月23、24日 オーケストラ・アンサンブル金沢 フンパーディンク『ヘンゼルとグレーテル』（日本語）指揮 石川県立音楽堂邦楽ホール[56]
- 2011年12月4日 2011年度愛知県立芸術大学オペラ公演 ヨハン・シュトラウス2世『こうもり』（日本語）指揮 刈谷市総合文化センター大ホール[57]
- 2011年12月10、11日 2011年度愛知県立芸術大学オペラ公演 ヨハン・シュトラウス2世『こうもり』（日本語）指揮 長久手市文化の家 森のホール[57]
- 2012年2月28、29日 TIAAオペラ第52回公演 オペラ劇場あらかわバイロイト特別公演 プッチーニ『修道女アンジェリカ』『ジャンニ・スキッキ』（日本語）指揮 サンパール荒川大ホール[58]
- 2012年5月20日 東北大学艮陵同窓会140周年記念公演 團伊玖磨『夕鶴』（日本語）指揮 東北大学百周年記念会館川内萩ホール[59]
- 2012年7月27、29日 AIZU OPERA 福島-Fukushima-復興・復活オペラプロジェクト 加藤正則『白虎』（日本語）指揮 會津風雅堂大ホール[60] ※佐川吉男音楽賞受賞
- 2012年10月7日 NPO法人啓心会岡田文化事業団 （公財）興風会 千葉県 野田市文化会館 レハール『メリー・ウィドウ』指揮 野田市文化会館[61]
- 2012年11月21日 5都市共同制作公演 ビゼー『カルメン』（フランス語）指揮 石川県立音楽堂コンサートホール[62]
- 2012年11月24日 5都市共同制作公演 ビゼー『カルメン』（フランス語）指揮 福井県立音楽堂（ハーモニーホールふくい）大ホール[62]
- 2012年12月16日 2012年度愛知県立芸術大学オペラ公演 フンパーディンク『ヘンゼルとグレーテル』（日本語）指揮 刈谷市総合文化センター大ホール[63]
- 2013年10月19、20日 ひろしまオペラルネッサンス ヴォルフ＝フェッラーリ『イル・カンピエッロ』（イタリア語）指揮 JMSアステールプラザ大ホール[64]
- 2013年12月7、8日 慶長遣欧使節出帆400年記念事業 2013年公演 三善晃『遠い帆』（日本語）指揮 東京エレクトロンホール宮城 大ホール[65]
- 2013年12月17日 ミッドランドスクエアアトリウムコンサート オペラティック・クリスマス－劇場を飛び出したオペラ歌手たちの饗演－ モーツァルト『コジ・ファン・トゥッテ』（イタリア語）指揮 ミッドランドスクエア商業棟地下1階アトリウム[66]
- 2014年1月12日 2014年名古屋二期会ニューイヤーオペラコンサートNo.27 ビゼー『カルメン』（フランス語）指揮 愛知県芸術劇場コンサートホール[67]
- 2014年3月12、13、14、15（2回）、16（2回）日 東京室内歌劇場スペシャルウィーク2014 in 調布市せんがわ劇場 ヤナーチェク『利口な女狐の物語』（日本語）指揮 調布市せんがわ劇場[68]
- 2014年4月5、6日 第44期コンセルヴァトーリオ名古屋二期会マスタークラス修了オペラ公演 モーツァルト『コジ・ファン・トゥッテ』（イタリア語）指揮 名古屋市東文化小劇場[69]
- 2014年6月8日 平成26年度県民芸術劇場公演 ビゼー『カルメン』（日本語）指揮 野田市文化会館[70]
- 2014年8月23、24日 慶長遣欧使節出帆400年記念事業 2014年公演 三善晃『遠い帆』（日本語）指揮 新国立劇場中劇場[71]
- 2014年9月6日 東京芸術劇場コンサートオペラvol.2 ヴェルディ『ドン・カルロス』（フランス語: パリ版日本初演）指揮 東京芸術劇場コンサートホール（大ホール）[72]
- 2014年9月27、28日 ひろしまオペラルネッサンス ビゼー『カルメン』（フランス語）指揮 JMSアステールプラザ大ホール[73]
- 2015年4月4、5日 第45期コンセルヴァトーリオ名古屋二期会 マスタークラス修了オペラ公演 モーツァルト『フィガロの結婚』（イタリア語）指揮 名古屋市東文化小劇場[74]
- 2015年7月14日 プロムナードコンサート オペラへの誘い プッチーニ『トゥーランドット』（イタリア語）指揮 ハーモニーホールふくい[75]
- 2015年9月５、6日 2015仙台オペラ協会創立40周年記念公演 ビゼー『カルメン』（フランス語）指揮 東京エレクトロンホール宮城大ホール[76]
- 2015年12月５、6日 藤原歌劇団公演 ヴェルディ『仮面舞踏会』（イタリア語）指揮 Bunkamura オーチャードホール[77]
- 2016年2月20日 東京芸術劇場コンサートオペラvol.3 サン＝サーンス『サムソンとデリラ』（フランス語）指揮、字幕 東京芸術劇場コンサートホール（大ホール）[78]
- 2016年4月9、10日 第46期コンセルヴァトーリオ名古屋二期会 マスタークラス修了オペラ公演 モーツァルト『コジ・ファン・トゥッテ』（イタリア語）指揮 名古屋市東文化小劇場[79]
- 2016年5月3日 ラ・フォル・ジュルネ金沢2016 ヴェルディ『椿姫』（イタリア語）指揮 石川県立音楽堂コンサートホール[80]
- 2016年5月7日 ジ・インペリアルオペラ ヴェルディ『椿姫』（イタリア語）指揮 帝国ホテル東京 本館3F 富士の間[81]
- 2016年5月24日 藤原歌劇団公演 ヴェルディ『椿姫』（イタリア語）指揮 昭和女子大学人見記念講堂[82]
- 2016年9月25日 愛知県立芸術大学創立50周年記念オペラ公演 プッチーニ『ラ・ボエーム』（イタリア語）指揮 愛知県芸術劇場大ホール[83]
- 2016年10月22、23日 愛知県芸術劇場 愛知芸文フェス 第31回国民文化祭・あいち2016応援事業 名古屋二期会2016定期公演 プッチーニ『蝶々夫人』（イタリア語）指揮 愛知県芸術劇場大ホール[84]
- 2016年11月26、27日 ひろしまオペラルネッサンス プッチーニ『修道女アンジェリカ』『ジャンニ・スキッキ』（イタリア語）指揮 JMSアステールプラザ大ホール[85]
- 2017年4月8日 第47期コンセルヴァトーリオ名古屋二期会 バーゼコース修了オペラ公演 モーツァルト『フィガロの結婚』（イタリア語）指揮 名古屋市東文化小劇場[86]
- 2017年4月29、30日 川崎・しんゆり芸術祭2017 Arte Riccaしんゆり 藤原歌劇団公演 ロッシーニ『セビリャの理髪師』（イタリア語）指揮 昭和音楽大学テアトロ・ジーリオ・ショウワ[87]
- 2017年7月2日 名古屋テアトロ管弦楽団/合唱団 設立記念『イタリアオペラ・ガラ・コンサート』（イタリア語）指揮 東海市芸術劇場大ホール
- 2018年2月24日 東京芸術劇場コンサートオペラvol.5 ビゼー『真珠とり』（フランス語）指揮、字幕監修 東京芸術劇場コンサートホール（大ホール）[88]
- 2018年4月5日 第48期コンセルヴァトーリオ名古屋二期会 バーゼコース修了オペラ公演 モーツァルト『コジ・ファン・トゥッテ』（イタリア語）指揮 名古屋市東文化小劇場[89]
- 2018年4月7、8日 第48期コンセルヴァトーリオ名古屋二期会 マスターコース修了オペラ公演 モーツァルト『コジ・ファン・トゥッテ』（イタリア語）指揮 名古屋市東文化小劇場[90]
- 2018年7月28、29日 戊辰150周年 会津オペラ 加藤昌則『白虎』（日本語）指揮 會津風雅堂大ホール[91]
- 2018年7月1日 名古屋テアトロ管弦楽団/合唱団第1回公演 プッチーニ『トゥーランドット』（イタリア語）指揮 東海市芸術劇場大ホール[92]
- 2019年1月25、26、27日 藤原歌劇団公演 ヴェルディ『椿姫』（イタリア語）指揮 東京文化会館大ホール ※新演出 粟國淳[93]
- 2019年6月16日 名古屋テアトロ管弦楽団/合唱団 ジョルダーノ『アンドレア・シェニエ』（イタリア語）指揮 東海市芸術劇場大ホール[94]
- 2019年10月26日 東京芸術劇場コンサートオペラvol.7 ドビュッシー『放蕩息子』 ビゼー『ジャミレ』日本初演（フランス語）指揮 東京芸術劇場コンサートホール（大ホール）[95]
- 2019年12月7、8日 愛知県立芸術大学 モーツァルト『いつわりの女庭師』（イタリア語）指揮 長久手市文化の家 森のホール[96]
- 2019年12月14日 愛知県立芸術大学 （一財）ちりゅう芸術創造協会 モーツァルト『いつわりの女庭師』（イタリア語）指揮 知立市文化会館（パティオ池鯉鮒）かきつばたホール[97]
- 2020年10月17、18日 東京二期会×神奈川県民ホール プッチーニ『トゥーランドット』（イタリア語）指揮 神奈川県民ホール[98]
- 2020年10月24日 東京二期会×iichiko総合文化センター プッチーニ『トゥーランドット』（イタリア語）指揮 iichiko総合文化センター[98]

## 主な編曲作品

### 男声合唱
※慶應義塾ワグネル・ソサィエティー男声合唱団および慶應義塾ワグネル・ソサィエティーOB合唱団のために編曲
- リヒャルト・シュトラウス Zeuignung（献呈）
- サミュエル・バーバー Rain Has Fallen（雨は降りつづく）、The Monk and His Cat（修道士と猫）、Sleep Now（眠れ、いまは）、Sure on This Shining Night（この輝ける夜に）、I Hear an Army（軍勢がこの国に）
- フランシス・プーランク Voyage à Paris（パリへの旅）、Hôtel（ホテル）、“C”（「セー」の橋）、Les Chemins de l'amour（愛の小径）、Toréador（闘牛士）
- グスタフ・マーラー 『子供の不思議な角笛』より Rheinlegendchen（ラインの伝説）、Das irdische Leben（この世の生）、Wo die schönen Trompeten blasen（美しき喇叭のなるところ）、Revelge（惨殺された鼓手）
- ジャコモ・プッチーニ Sole e Amore
- エリック・サティ Je Te Veux
- 清水脩 『中也の詩による歌曲』より 北の海、サーカス、お道化うた
- ジョアキーノ・ロッシーニ L'invito（誘い）、Ave Maria（アーヴェ・マリーア）、Duetto buffo di due gatti（猫の二重唱）、L'ultimo ricordo（最後の思い出）、La danza（ダンス）
- アンドルー・ロイド・ウェバー 『オペラ座の怪人』より OvertureーThe Phantom of the Opera、Think of Me、The Music of the Night、Masquerade、The Point of No ReturnーAll I Ask of you
- 武満徹 雲に向かって起つ、ぽつねん、見えないこども、死んだ男の残したものは、うたうだけ、小さな空
- フランツ・シューベルト An die Musik（音楽に寄せて(楽に寄す））
- リヒャルト・ワーグナー 『ローエングリン』より Vorspiel（前奏曲）、Brautchor（婚礼の合唱）、Einführung（導入）、Doppelchor － In Früh'n versammelt uns der Ruf －（二群の合唱 － 朝早くから、招集ラッパの音だが －）、Finale（フィナーレ）
- 畑中良輔 『八木重吉による五つの歌』 秋の空、素朴な琴、秋、雨、夕焼
- リヒャルト・ワーグナー 『ヴェーゼンドンク歌曲集』より Träume（夢）

### 混声合唱
※神戸市混声合唱団のために編曲
- フランツ・シューベルト An die Musik（音楽に寄せて（楽に寄す））

### 出版譜
- 『男声合唱のための 八木重吉による五つの歌／畑中良輔作曲（佐藤正浩編曲）』全音楽譜出版社 2017年10月13日 ISBN 978-4117195118

## 主なディスコグラフィー

### 指揮
- CD オペラ『白虎』（作曲: 加藤昌則／脚本: 宮本益光）福島 復興・復活オペラプロジェクト 佐藤正浩: 指揮、オペラ白虎特別編成オーケストラ、経種廉彦、高橋啓三、黒田博、腰越満美 2014年1月31日 ALTUS
- CD ビゼー歌劇『ジャミレ』全曲（原語上演）鳥木弥生（メゾソプラノ）、樋口達哉（テノール）、岡昭宏（バリトン）、佐藤正浩（指揮）、ザ・オペラ・バンド、国立音楽大学合唱団 録音2019年10月26日 東京芸術劇場ライヴ ※日本初演 2020年4月4日 Tobu Recordings
- CD2枚組 クリムトと1900年－ウィーンを巡る音楽－ オムニバス 小川里美、佐藤正浩他 2019年4月24日 キングレコード

### ピアノ
- 憧れを知る者のみが...ロシア歌曲集 小山由美／佐藤正浩 2013年6月20日 フォンテック